# Velîkopillea, Snihurivka
Velîkopillea (în ucraineană Великопілля) este un sat în comuna Horohivske din raionul Snihurivka, regiunea Mîkolaiiv, Ucraina.

## Demografie
Componența lingvistică a localității Velîkopillea
     Ucraineană (93,53%)
     Rusă (6,47%)
Conform recensământului din 2001, majoritatea populației localității Velîkopillea era vorbitoare de ucraineană (93,53%), existând în minoritate și vorbitori de rusă (6,47%).